# Concertino pour cor et orchestre de Weber
Pour les articles homonymes, voir Concerto pour cor.
Le Concertino pour cor et orchestre en mi mineur, op. 45 (J. 188), est un concertino composé par Carl Maria von Weber en 1806, révisé en 1815.

## Présentation
Le Concertino pour cor est composé par Weber, alors âgé de dix-neuf ans, en 1806, à l'intention du corniste C. Dautrevaux, virtuose au service de l’orchestre de la Cour du duc Eugène de Wurtemberg à Karlsruhe, en Silésie.
En 1815, Weber révise la partition à Munich, à destination de son ami Sebastian Rauch.
C'est une œuvre extrêmement exigeante, qu'elle soit jouée sur un cor naturel pour lequel elle a été écrite, ou sur un cor moderne. Le soliste est accompagné par un petit orchestre. Elle demande, entre autres choses, que l'instrumentiste produise des accords de quatre notes, une technique dite multiphonique.
Le Concertino porte le numéro d'opus 45 et, dans le catalogue des œuvres du compositeur établi par Friedrich Wilhelm Jähns, la référence J. 188.

## Instrumentation
L'œuvre est écrite pour un cor soliste accompagné par un orchestre symphonique :
| Instrumentation du Concertino pour cor                               |
| Bois                                                                 |
| 1 flûte, 2 clarinettes, 2 bassons                                    |
| Cuivres                                                              |
| 2 cors, 2 trompettes                                                 |
| Percussions                                                          |
| 2 timbales                                                           |
| Cordes                                                               |
| Premiers violons, seconds violons, altos, violoncelles, contrebasses |

## Structure
Le Concertino, d'une durée moyenne d'exécution de quinze minutes environ, comprend trois parties :
- une introduction, lente, en mi mineur, quatre mesures Adagio à , puis à partir de l'entrée du soliste, 
 ;
- un thème Andante, à 
, en mi majeur, avec plusieurs variations ; puis succède la cadence du cor ;
- une polonaise (Polacca), à 
, en mi majeur.

## Postérité
L'œuvre est régulièrement enregistrée et jouée. Elle figure au répertoire des cornistes les plus connus tels que Hermann Baumann, Barry Tuckwell et David Pyatt (en). Elle a été originellement écrite pour le cor naturel, et elle est encore jouée sur cet instrument, par exemple, par Anthony Halstead (en) avec le Hanover Band.

## Discographie
- Weber: Concertante Works for Clarinet and Horn — Stephen Stirling (cor), City of London Sinfonia, Michael Collins (clarinette et dir.) — Chandos Records CHAN-10702, 2012.

### Ouvrages généraux
- François-René Tranchefort (dir.), Guide de la musique symphonique, Paris, Fayard, coll. « Les indispensables de la musique », 1996 (1re éd. 1986), 896 p. (ISBN 2-213-01638-0).

### Monographies
- Jean-Luc Caron et Gérard Denizeau, Carl Maria von Weber, Paris, bleu nuit éditeur, coll. « horizons » (no 73), 2019, 176 p. (ISBN 978-2-358-84087-3).
- John Warrack (trad. Odile Demange), Carl Maria von Weber, Paris, Fayard, 1987, 480 p. (ISBN 978-2-213-01979-6).